# إيلي روزنباوم
إيلي روزنباوم (بالإنجليزية: Eli Rosenbaum)‏ هو محامي وقانوني أمريكي، ولد في 8 مايو 1955.